# Göteborg Marvels
Göteborg Marvels är en idrottsförening i Göteborg som spelar amerikansk fotboll och flaggfotboll.  
Klubben har herr- och damlag, som deltar i seriespel i amerikansk fotboll. Säsongen 2022 spelade herrlaget i division 1, som är den näst högsta av de tre nivårerna i serien. Damserien är inte nivågraderad för närvarande men har funnits i två nivåer.
Föreningen tränar på Kviberg konstgräs 5, vilket oftast används som hemmaplan. 
Utöver seniorlagen har föreningen fyra verksamma juniorlag, 3 i seriespel: U-15 (14-15 år), U-17 (16-17år), och U19 (17-19) samt ett U13-lag som inte spelar seriespel, utan arrangerar cuper tillsammans med andra föreningar. 
Sedan 2019 har även klubben flaggfotbollsverksamhet. 
Föreningen har sina rötter i tre tidigare föreningar, Göteborg Giants och Majorna Mustangs/Göteborg Saints, vilka gick samman 2005.  Av de två var Göteborg Giants den äldre och mera framgångsrika med seriespel från 1991 och med spel i den högsta divisionen, Superserien. Majorna Mustangs bildades 1991 som Göteborg Masthuggs men spelade endast i de båda lägre divisionerna. Majorna Mustangs gick senare ihop med Göteborg Saints, som i sin tur hade sin historia i Alelyckans SunDevils.
Herrlagets främsta merit är SM-semifinal 2005, vinnare superettan 2007, vinnare Division 1 västra 2016 samt vinnare Division 1 2017. Damlaget grundades våren 2014 och deras främsta meriter är div1 final 2020 och SM-final 2023. Flaggfotbollslaget grundades våren 2019. 
Juniorlagens främsta meriter är ett junior SM-silver U-19 2005 då de i finalen besegrades av Gefle Red Devils och ett SM-guld U-19 2022 där de besegrade Kristianstad Predators.

## A-Lag Herrar

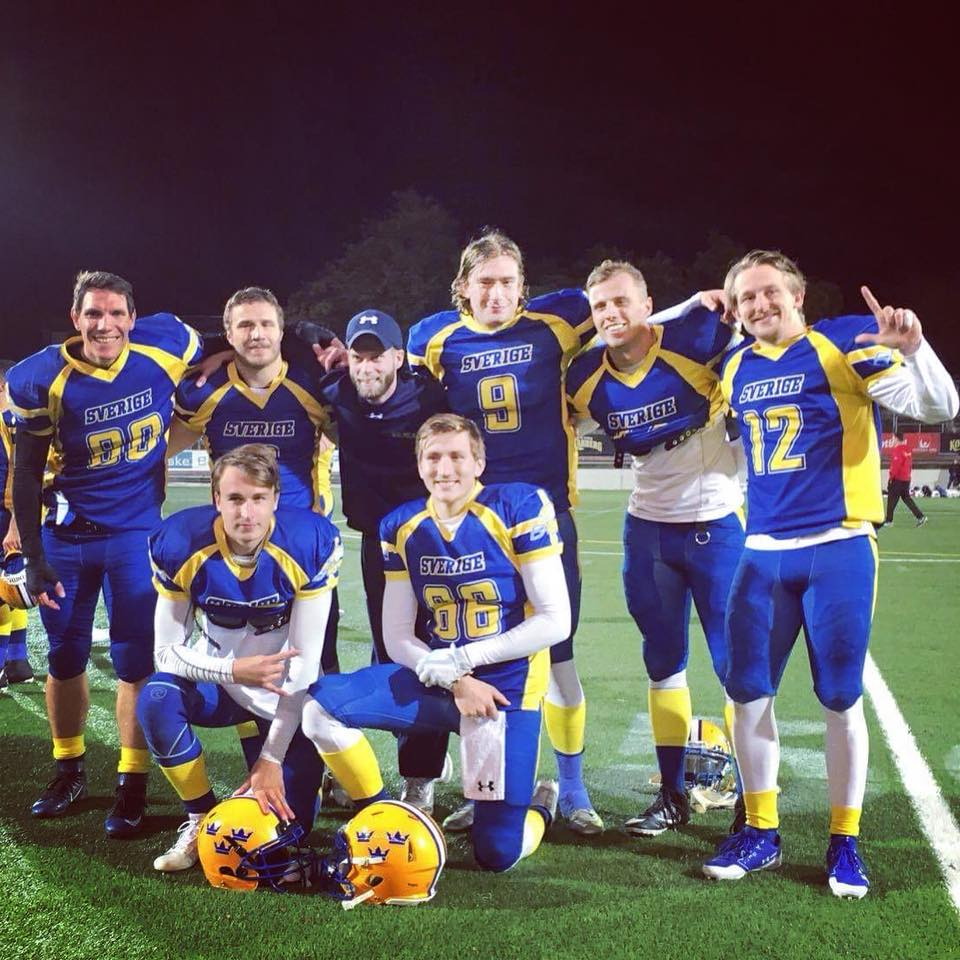
Marvels representanter för landslaget, Sverige mot Storbritannien 14/10-2017.

Herrlaget spelar under 2024 division 1 södra. Herrlaget har tidigare varit med i Superserien, högsta divisionen för Amerikansk Fotboll i Sverige vid tre tillfällen, 2005, 2008 och 2018. Efter att ha ramlat ner i division 2 från Superserien rekryterade klubben Sebastian Johansson som Head Coach för laget för att ta dem tillbaks till Superserien igen.
Herrlaget har vunnit Division 1 Västra vid fyra tillfällen (2011, 2013, 2016, 2019) och Division 1 Södra en gång (2017). 2007 och 2017 vann laget den nationella division 1 (Superettan).  
| År   |                   | År   |                  | År   |                   | År   |                     |
| ---- | ----------------- | ---- | ---------------- | ---- | ----------------- | ---- | ------------------- |
| 2005 | Kristian Thore    | 2010 | Fredrik Westlund | 2015 | Markus Linderum   | 2020 | Sebastian Johansson |
| 2006 | Kim Bildkvist     | 2011 | Fredrik Westlund | 2016 | Markus Linderum   | 2021 | Sebastian Johansson |
| 2007 | Sigurdur Josuason | 2012 | Fredrik Westlund | 2017 | Sigurdur Josuason | 2022 | Sebastian Johansson |
| 2008 | Sigurdur Josuason | 2013 | Markus Linderum  | 2018 | Sigurdur Josuason | 2023 | Daniel Fernandes    |
| 2009 | Markus Agebrink   | 2014 | Markus Linderum  | 2019 | Sigurdur Josuason | 2024 | Daniel Fernandes    |

## A-Lag Damer

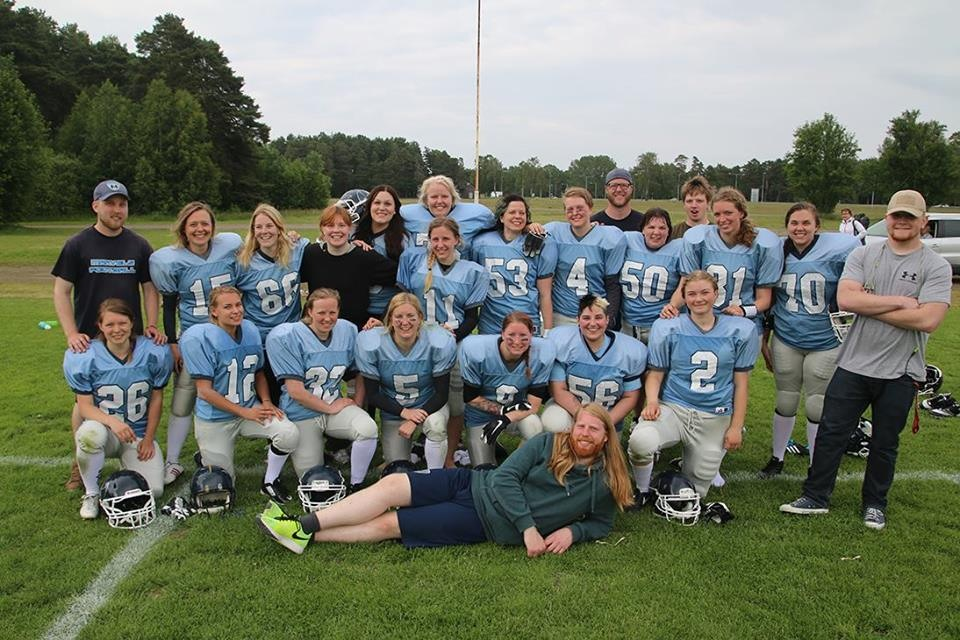
Bild från damlagets första säsong

Damlaget bildades 2014 och inledde sin första säsong 2015 i högsta damserien. 2017 vann de sin första match, mot Borås Rhinos, men resultatet räknades inte till tabellen då Rhinos senare drog sig ur serien. Inför säsongen 2018 trädde en ny coachstab fram med Anton Hagström (HC/OC) och Niklas Feiff (DC) i ledningen, vilket ledde till fler segrar för damlaget som nu spelar i Division 1 dam, damseriens högsta serie. 2019-2021 var damserien indelad i två divisioner. 2021 vann damlaget södra konferensen och fick spela slutspel och final på Zinkensdamms IP mot Stockholm Mean Machines. Matchen förlorades tyvärr men Marvels damer var det enda laget som tog poäng mot SMM det året. 2023 tog sig damlaget ända till SM-final. Den spelades mot Carlstad Crusaders, som tyvärr var det enda laget Marvels förlorade mot den säsongen.     
| År   | Namn            | År   | Namn                           | År   | Namn           | År   | Namn           |
| ---- | --------------- | ---- | ------------------------------ | ---- | -------------- | ---- | -------------- |
| 2014 | Markus Linderum | 2015 | Markus Linderum                | 2016 | Jacob Kindbom  | 2017 | Jacob Kindbom  |
| 2018 | Anton Hagström  | 2019 | Anton Hagström                 | 2020 | Anton Hagström | 2021 | Anton Hagström |
| 2022 | Scott Reid      | 2023 | Andreas Hellgren/Olof Lundmark | 2024 | Andreas Ott    | 2025 | Andreas Ott    |

### Division 1 (Dam) 2025[6]
Damlaget spelar i division 1, som för närvarande är den högsta serien. Serien 2025 spelades i en rak serie med några dubbelmöten. under 2025 har damerna gått samman med Norrköping Panthers för att bygga en större trupp. Matchschema finns på förbundets hemsida. Säsongen 2023 slutade med deras bästa placering någonsin, ett SM-silver.   

## Flaggfotboll
Verksamheten startades i april 2019 av Mattias Hejdesten och Markus Agebrink, båda med gedigen erfarenhet av flaggfotboll som sport och verksamhet (flaggfotbollsutskotts- och landslagsverksamhet i SAFF). Under 2019 deltog Marvels i flera Jamborees (Helsingborg, Halmstad och Göteborg) och placerat sig på andra plats i Summer Bowl (Malmö), första plats i Monarchs Royal Cup (Norrköping) och fjärde plats i VSAFF Cup (Vårgårda) samt spelade två träningsmatcher och därmed mötte flera olika svenska och utländska framgångsrika lag, vilket gjorde att de knde sig förberedda för att under 2020 för första gången delta i SM-serien för herrar. Under 2022 spelar laget i SM-serien för herrar. 

## Lucia cup - cupen för de minsta
LuciaCup var en turnering för föreningens yngsta lag U11 och U13 och spelades årligen inomhus fram till 2019 på konstgräs i Prioritet Serneke Arena under en helg vanligtvis runt Lucia. Matcherna spelades nio-manna på två parallella planer och det hela brukade streamas via Marvels Facebooksida eller Youtubekanal.

## Landslagsmeriterade
Detta är en lista på spelare och coacher från Marvels som varit med i landslagsverksamhet, seniorlandslag såväl som ungdomslandslag.
| - Jonathan Andersson, spelare (2017) - Tobias Asp, spelare (2017) - Pelle Björnehammar, spelare (2005) - Kim Bildkvist, spelare (2005) - Sebastian Brogren, spelare (2017) - Anna Brunzell, spelare (2014, 2015) - Mehmet Calik, spelare (2008 J) - Marielle Cocozza, spelare (2017) - Joel Dalerstedt, spelare (2005, 2008, 2009, 2014) - Linus Dalerstedt, spelare (2005, 2008, 2011) - Daniel Davies, spelare (2008) - Emanuel Hasselberg, spelare (2010, 2011, 2012) - Stina Hejdenberg, spelare (2016) - Rebecka Honk, spelare (2013 r.a.l, 2015) - Sigurdur Josuason, spelare (2005), coach (2009) - Dan Jörneklint, spelare (2017) - Karl Lundén, spelare (1996 J) - Andreas Fingal Backström, spelare (1996 J) - Carl Kamm, spelare (2008), coach (2017) - Ariel Kaye, spelare (2009 J, 2010 J, 2011 J, 2012 J) | - Kristian Leirvik, spelare (2011 J) - Emma Nordkvist, spelare (2016) - Alexi Nyström, spelare (2010 J, 2011 J) - Ville Olsson, spelare (2008 J, 2009 J, 2010 J) - Klaes Petersson, spelare (2006 J, 2007 J, 2007) - Kim Peterson, spelare (2008) - David Preiholt, spelare (2017) - Jacob Rosén, spelare (2013, 2014, 2017) - Hjalmar Strid, spelare (2009 J) - Emelie Strömberg, spelare (2015) - Oscar Wahlberg, spelare (2017) - Fredrik Westlund, spelare (2005), coach (2008, 2009, 2010) - Julian Santana, spelare(2019) - Anna Feiff Axelsson, spelare(2022, 2023) - Sara Hilgers, spelare(2022, 2023) - Linnea Larsson, spelare(2023) - Linn Eriksson, spelare(2023) - Amanda Littorin, spelare(2023) - Nathalie Hacksell, spelare(2022, 2023) |

| r.a.l = Representerar annat lag | J = spelades med något av juniorlandslagen |

## Resultat
| 2005: - Senior Herrar 3:a i Superserien. Utslagna i SM-semifinal mot Carlstad Crusaders. - U-19 Förlorade SM-final mot Gefle Red Devils. 2006: - Senior Herra vinnare av Division II Västra, vann kvalmatchen mot Ystad Rockets. 2007: - Senior Herrar, 2:a i Division I, vann finalen mot STU Northside Bulls och därmed slutgiltiga vinnare av superettan 2007. 2008: - Senior Herrar, 6:a i Superserien, vann kvalmatchen mot Örebro Black Knights, men valde ändå att ta steget ner till Division I. 2009 - Senior Herrar Drog sig ur Division I. | 2010 - Senior Herrar 2:a i Division I Västra. - U13 Vinnare av Dukes Tourney. 2011 - Senior Herrar, Vinnare av Division I Västra, förlorade i kvalet mot Limhamn Griffins. 2012 - Senior Herrar, 4:a i Division I Södra. 2013 - Senior Herrar, 1:a i Division 1 Västra. 2014 - U15 2:a i södra. u15 5:a i dukes tourney. |

| 2015 - Senior Herrar, segrare i Superettan. - Senior Damer spelar sin första säsong. - U13 3:a i Dukes Tourney, 3:a och 4:a i Marvels Lucia Cup. 2016 - Senior Herrar, segrare i division 1 Västra. 2017 - Senior Herrar, segrare i division 1 Södra, segrare i det efterföljande slutspelet. - Senior Damer vinner sin första match. 2018 - Senior Herrar spelade superserien och slutade på en 5:e plats av 5 lag. 2019 - Senior Herrar spelade division 1 Södra och slutar som segrare men måste dra sig ur från slutspelet pga spelarbrist och blir därför nerpetade till division 2. | 2020 - Senior herrar spelar division 2 södra och efter att endast ha släppt in 8p på hela säsongen viunner de kvalet mot DIF går de åter upp i division 1. 2021 - Senior Damer spelar slutspel i division 1 mot Stockholm Mean Machines. 2022 - U19 tar SM-guld. 2023 - Senior Damer spelar SM-final mot Carlstad Crusaders och vinner silver samt "Årets Fair Play"-lag i dam division 1. 2024 - Senior Herrar vinner båda derbyn mot nyupp(om)startade Göteborg Giants |

## Stora grabbar
Att bli "Stor Grabb" i Göteborg Marvels innebär att man ska ha spelat under minst 10 säsonger sammanlagt i något av klubbens tre A-lag. De som ingår i denna hedervärda klubb är följande personer:
2015
- Linus Dalerstedt, 12 Säsonger (2018)
- Joel Dalerstedt,  12 Säsonger (2018)

2020
- Tobias Asp, 10 Säsonger (2020)
- Julian Santana, 10 Säsonger (2020)
- Freddy Nilsson, 10 Säsonger (2020)

2021
- Daniel Davies, 10 Säsonger (2021)

2024
- Linda Erlenhov, 10 Säsonger (2024)
- Mandis Söderström Johansson, 10 Säsonger (2024)